# 1. Trägerdivision (Japanisches Kaiserreich)
Die 1. Trägerdivision (japanisch 第一航空戦隊 Dai Ichi Kōkū sentai oft abgekürzt als 一航戦 Ichikō-sen) war eine Flugzeugträgereinheit der 1. Luftflotte in der Kaiserlich Japanischen Marine. Sie wurde am 1. April 1928 aus den beiden Trägern Akagi und Hōshō gebildet. Bei der japanischen Militärführung war man sich über die zukünftige Marinetaktik noch nicht im Klaren und so wurde die Division am 10. Dezember 1928 wieder aufgelöst, allerdings am 1. April 1929 neu gebildet. Danach bestand sie bis zur endgültigen Auflösung am 10. April 1945.

## Geschichte

### Vor dem Pazifikkrieg
Am 27. Dezember 1922 wurde der erste Flugzeugträger der japanischen Marine, Hōshō, fertiggestellt. Am 25. März 1927 wurde der Flugzeugträger Akagi, ein umgebauter Schlachtkreuzer der Amagi-Klasse, fertiggestellt. Die 1. Trägerdivision bestand dann aus den beiden Trägern und den Zerstörern der 6. Zerstörerdivision Ume und Kusunoki. Der erste Befehlshaber der 1. Trägerdivision war Konteradmiral Takahashi Sankichi. Die 1. Trägerdivision wurde am 10. Dezember desselben Jahres auf Grund von Uneinigkeit über die Taktik aufgelöst.
Möglicherweise durch den Einfluss von Yamamoto Isoroku, dem späteren Oberbefehlshaber der japanischen Marine, wurde am 1. April 1929 die 1. Trägerdivision mit den gleichen Trägern wieder aufgestellt, Befehlshaber wurde wieder Konteradmiral Takahashi, nur jetzt mit der 4. Zerstörerdivision, bestehend aus den Zerstörern Hakaze, Shimakaze, Akikaze und Nadakaze. Die Zusammensetzung der 1. Flugzeugträgerdivision änderte sich in den späten 1920er und den folgenden 1930er Jahren häufig. Es gab Kombinationen von zwei großen Flugzeugträgern oder einem großen Träger mit einem Leichten Flugzeugträger und auch verschiedenen Zerstörerdivisionen. Am 10. April 1941 bestand dann die 1. Flugzeugträgerdivision aus den großen Trägern Akagi und Kaga sowie der 7. Zerstörerdivision mit den Zerstörern Akebono und Ushio.

### Früher Pazifikkrieg
Am 26. November 1941 lief die Kombinierte Flotte von den Kurilen in Richtung Hawaii um den US Stützpunkt Pearl Harbor anzugreifen, die Operation AI. Die 1. Flugzeugträgerdivision bestand aus der Akagi und der Kaga. Die 7. Zerstörerdivision war abkommandiert um das Midway Atoll zu beschießen. Befehlshaber der 1. Trägerdivision war Vizeadmiral Nagumo Chūichi, der auch Befehlshaber der 1. Luftflotte war. Nach der Operation AI nahm die 1. Trägerdivision noch an der Schlacht um Rabaul, dem Luftangriff auf Darwin und der Attacke im Indischen Ozean teil, an der allerdings die Kaga nicht teilnahm, weil sie sich bei Palau Schäden am Rumpf zugezogen hatte und in die Werft musste.
Am 26. Mai 1942 lief die 1. Luftflotte von Hashira Jima in der Seto-Inlandsee mit der 1. Trägerdivision mit den Trägern Akagi und der reparierten Kaga und der 2. Trägerdivision mit den Trägern Hiryū und Sōryū in Richtung des Midway Atolls aus. Durch die Versenkung der Kaga am 4. Juni und der Akagi am 5. Juni in der Seeschlacht von Midway hatte die 1. Trägerdivision nach der Seeschlacht praktisch aufgehört zu existieren. Auch die Hiryu und die Soryu der 2. Trägerdivision waren versenkt worden. Der Verlust von vier Trägern und von vielen gut ausgebildeten Piloten wirkte sich verheerend für die japanische Kriegführung aus.

### 3. Flotte
Am 14. Juli 1942 organisierte die Kaiserlich Japanische Marine die 3. Flotte neu. Der Oberbefehlshaber blieb Vizeadmiral Nagumo. Die 1. Trägerdivision wurde um die ehemalige 5. Trägerdivision mit den Trägern Shōkaku, Zuikaku und der Zuihō neu aufgebaut. Ursprünglich wurde die Ryūjō von der 2. Trägerdivision als Ersatzschiff für die Zuiho geplant, weil die Ausbildung der Besatzung und die Vorbereitung der Zuiho noch nicht ausreichend war, aber die Ryūjō wurde in den Schlachten bei den Salomonen, an denen auch die Zuikaku und die Shokaku teilnahmen, versenkt. Mitte Oktober nahmen dann alle, auch die Zuiho, an der Seeschlacht bei den Santa Cruz Inseln teil. In dieser See-Luftschlacht wurden die Shokaku und die Zuiho beschädigt und mussten zur Reparatur nach Japan zurückkehren. Die Verluste an Piloten waren so hoch, dass auch die Zuikaku in die Heimatgewässer musste.
An der Operation I im April 1943 und der Operation RO im Oktober/November 1943 nahmen nur die Flugzeuge der 1. und der 2. Trägerdivision teil. Die Träger hatten ihre Flugzeuge zu den japanischen Stützpunkten Truk und Rabaul gebracht. Die Träger kehrten dann zurück nach Japan. Die japanische Trägerluftwaffe, die von den Stützpunkten aus startete, erlitt jedoch in den Luftschlachten bei Bougainville schwere Verluste, ohne nennenswerte Erfolge zu erzielen. Am 11. November wurde der Oberbefehlshaber der 3. Flotte und zugleich Kommandeur der 1. Trägerdivision Vizeadmiral Nagumo Chūichi durch Vizeadmiral Ozawa Jisaburō ersetzt. Der Wiederaufbau der militärischen Stärke kam auch unter dem neuen Befehlshaber nicht voran und auch das Ausbildungsniveau der Piloten war weit entfernt von der Klasse des ersten Kriegsjahres.

### 1. Mobile Flotte

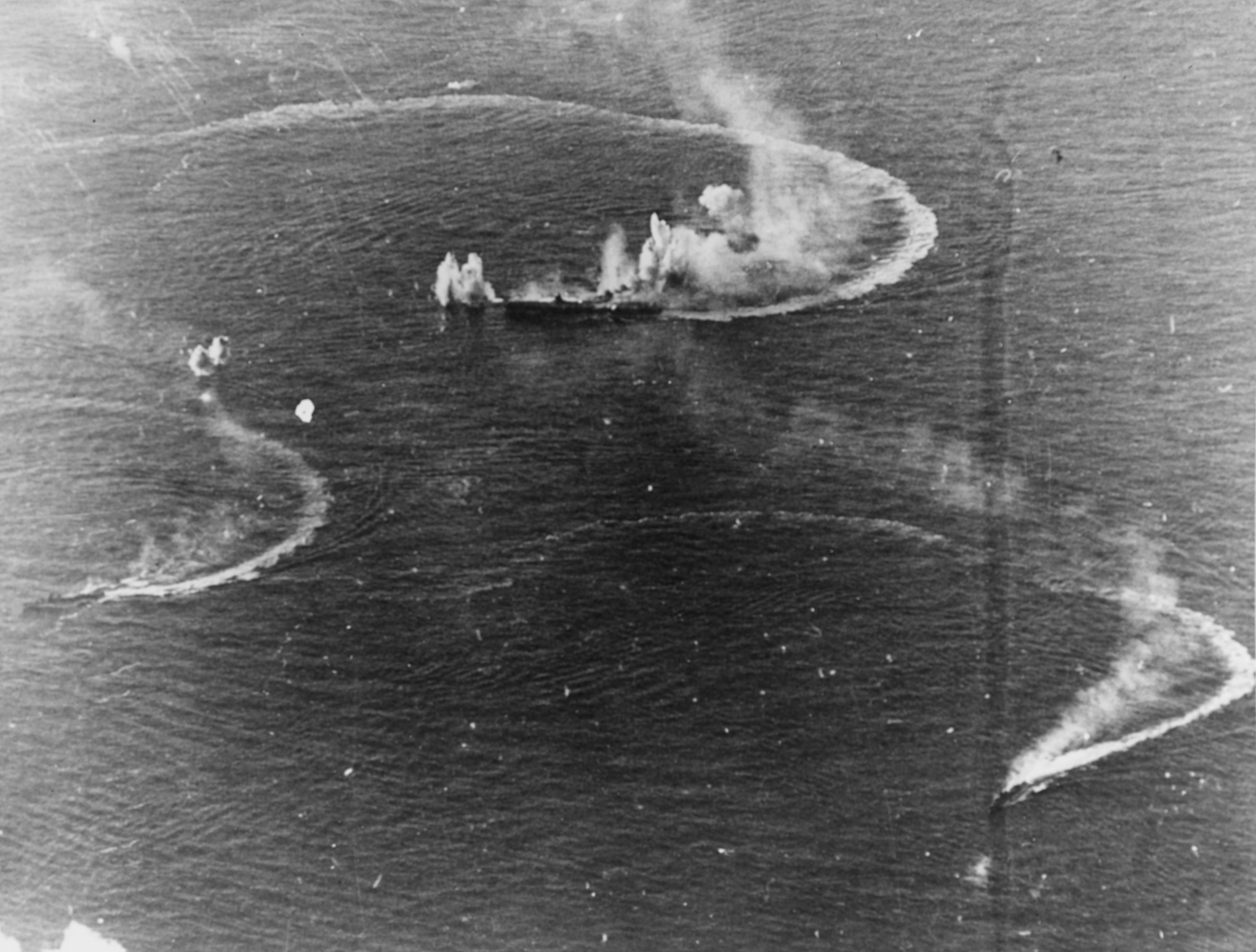
Zuikaku und zwei Zerstörer am 20. Juni 1944 in der Philippinensee

Am 1. Februar 1944 organisierte die Kaiserlich Japanische Marine die 3. Trägerdivision mit den drei leichten Flugzeugträgern Chitose, Chiyoda und Zuiho neu. Die 1. Trägerdivision bestand aus zwei Flugzeugträgern, Shokaku und Zuikaku. Am 1. März stellte die Kaiserlich Japanische Marine die 1. Mobile Flotte mit dem Oberbefehlshaber Vizeadmiral Ozawa auf. Am 7. März wurde der neue Flugzeugträger Taiho in die 1. Trägerdivision eingegliedert.  Die 1. Trägerdivision bestand nun aus den drei großen Flugzeugträgern Taiho, Shokaku und Zuikaku. Gleichzeitig wurde die 601. Marinefliegergruppe (第六〇一海軍航空隊, Dai Roku-Maru-Hito Kaigun Kōkūtai) geschaffen, eine Organisation, die sämtliche Flugzeuge der 1. Trägerdivision zusammenfasste.
Am 19. und 20. Juni 1944 wurden in der Schlacht in der Philippinensee die Shokaku und die Taiho der 1. Trägerdivision durch U-Boot-Angriffe versenkt und bei dem sogenannten Marianen-Truthahnschießen während dieser Schlacht gingen etwa 450 japanische Flugzeuge verloren. Ein Verlust, von dem sich die japanische Trägerflotte nicht mehr erholte. Am 10. Juli wurde die 2. Trägerdivision, die den Träger Hiyō am 20. Juni 1944 durch Versenkung verloren hatte, aufgelöst und die Träger Jun’yō und die Ryūhō in die 1. Trägerdivision eingegliedert. Einen Monat später, am 10. August 1944 wurde mit zwei Flugzeugträgern der Unryū-Klasse, der Unryū und der Amagi die 1. Trägerdivision völlig neu organisiert. Am 15. Oktober wurde auch das dritte Schiff der Unryu-Klasse, Katsuragi in die erste Trägerdivision eingegliedert.
In der Luftschlacht über Formosa vom 12. bis zum 16. Oktober 1944, zog das übergeordnete 601. Marineluftgeschwader Ausrüstung und Besatzungen ab und ließ die Träger ohne ausgebildetes fliegendes Personal zurück. Da die Ausbildung auf den Schiffen der 1. Trägerdivision noch nicht abgeschlossen war, nahmen sie nicht an der See- und Luftschlacht im Golf von Leyte teil. Nachdem in der Schlacht von Leyte alle vier Träger der 3. Trägerdivision, die Zuikaku, die Zuiho, die Chitose und die Chiyoda gesunken waren, wurde die Unryū das Flaggschiff von Vizeadmiral Ozawa.

### Auflösung der Mobilen Streitkräfte
Die Marineabteilung des kaiserlichen Hauptquartiers erwog tatsächlich den Wiederaufbau der Luftstreitkräfte für die 1. und 3. Trägerdivision, um „das Blatt im Krieg zu wenden“. Es wurde dann jedoch beschlossen, die Mobilen Streitkräfte wegen der Verschlechterung der Kriegslage, der Tatsache, dass der Wiederaufbau der Trägerluftwaffe zu lange dauern würde und der Tatsache, dass sich der Krieg dem japanischen Festland näherte, aufzulösen und sich auf die landgestützte Luftwaffe zu konzentrieren.  Aufgrund der am 15. November 1944 durchgeführten Revision der Kriegsorganisation wurden die 1. Mobile Flotte und die 3. Flotte aufgelöst. Zwei Flugzeugträger der 4. Trägerdivision, die Jun’yō und die Ryūhō, wurden der 1. Trägerdivision zugeteilt und diese dann der Kombinierten Flotte angegliedert. Der letzte Flugzeugträger der Mobilen Flotte, der durch Feindeinwirkung außerhalb der heimischen Gewässer verloren ging, war die Unryū. Am 19. Dezember 1944 wurde der Flugzeugträger etwa 200 Seemeilen (ca. 370 Kilometer) südöstlich von Shanghai im Ostchinesischem Meer durch das amerikanische U-Boot Redfish gesichtet und versenkt. Die übrigen Träger Ryūhō, Jun’yō, Katsuragi, Amagi und Kaiyō wurden in der Inlandsee durch Luftangriffe schwer beschädigt, bzw. versenkt, ohne an weiteren Operationen teilgenommen zu haben.

## Organisation
| Datum             | Schiffe                                                                                           |
| ----------------- | ------------------------------------------------------------------------------------------------- |
| 1. April 1928     | Akagi, Hōshō und Zerstörerdivision 6 (Ume, Kusunoki)                                              |
| 1. Dezember 1931  | Kaga, Notoro (Flugzeugmutterschiff) und Zerstörerdivision 2 (Minekaze, Okikaze, Yakaze, Sawakaze) |
| 15. November 1934 | Ryūjō, Hōshō und Zerstörerdivision 5 (Asakaze, Harukaze, Matsukaze, Hatakaze)                     |
| 1. Dezember 1937  | Kaga und Zerstörerdivision 29 (Oite, Hayate, Asanagi, Yūnagi)                                     |
| 15. November 1939 | Akagi und Zerstörerdivision 19 (Isonami, Uranami, Ayanami, Shikinami)                             |
| 10. April 1941    | Akagi, Kaga und Zerstörerdivision 7 (Akebono, Ushio)                                              |
| 14. Juli 1942     | Shōkaku, Zuikaku, Zuihō                                                                           |
| 1. April 1944     | Taihō, Shōkaku, Zuikaku                                                                           |
| 15. August 1944   | Unryū, Amagi                                                                                      |
| 15. Dezember 1944 | Unryū, Amagi, Katsuragi, Jun’yō, Ryūhō                                                            |

## Kommandeure
| Nr.            | Dienstgrad und Name              | Bild           | Amtszeit            | Amtszeit           |
| Nr.            | Dienstgrad und Name              | Bild           | Beginn der Amtszeit | Ende der Amtszeit  |
| 1. Aufstellung | 1. Aufstellung                   | 1. Aufstellung | 1. Aufstellung      | 1. Aufstellung     |
| -------------- | -------------------------------- | -------------- | ------------------- | ------------------ |
| 1.             | Konteradmiral Takahashi Sankichi |                | 1. April 1928       | 9. Dezember 1928   |
| 2. Aufstellung |                                  |                |                     |                    |
| 1.             | Konteradmiral Takahashi Sankichi |                | 1. April 1929       | 29. November 1929  |
| 2.             | Konteradmiral Edahara Yurikazu   |                | 30. November 1929   | 30. November 1930  |
| 3.             | Konteradmiral Katō Takayoshi     |                | 1. Dezember 1930    | 14. November 1932  |
| 4.             | Konteradmiral Oikawa Koshirō     |                | 15. November 1932   | 2. Oktober 1933    |
| 5.             | Konteradmiral Yamamoto Isoroku   |                | 3. Oktober 1933     | 31. Mai 1934       |
| 6.             | Konteradmiral Wada Hideho        |                | 1. Juni 1934        | 14. November 1935  |
| 7.             | Konteradmiral Satō Saburō        |                | 15. November 1935   | 30. November 1936  |
| 8.             | Konteradmiral Takasu Shirō       |                | 1. Dezember 1936    | 30. November 1937  |
| 9.             | Konteradmiral Kusaka Jinichi     |                | 1. Dezember 1937    | 24. April 1938     |
| 10.            | Konteradmiral Hosogaya Boshirō   |                | 25. April 1938      | 14. November 1939  |
| 11.            | Konteradmiral Ozawa Jisaburō     |                | 15. November 1939   | 31. Oktober 1940   |
| 12.            | Konteradmiral Tozuka Michitarō   |                | 1. November 1940    | 9. April 1941      |
| 13.            | Vizeadmiral Nagumo Chūichi       |                | 10. April 1941      | 10. November 1942  |
| 14.            | Vizeadmiral Ozawa Jisaburō       |                | 11. November 1942   | 30. September 1944 |
| 15.            | Konteradmiral Komura Keizō       |                | 1. Oktober 1944     | 9. Dezember 1944   |
| 16.            | Konteradmiral Ōbayashi Sueo      |                | 10. Dezember 1944   | 9. Februar 1945    |
| –              | Vakant                           |                | 10. Februar 1945    | 9. April 1945      |